# Reinhold Köhler

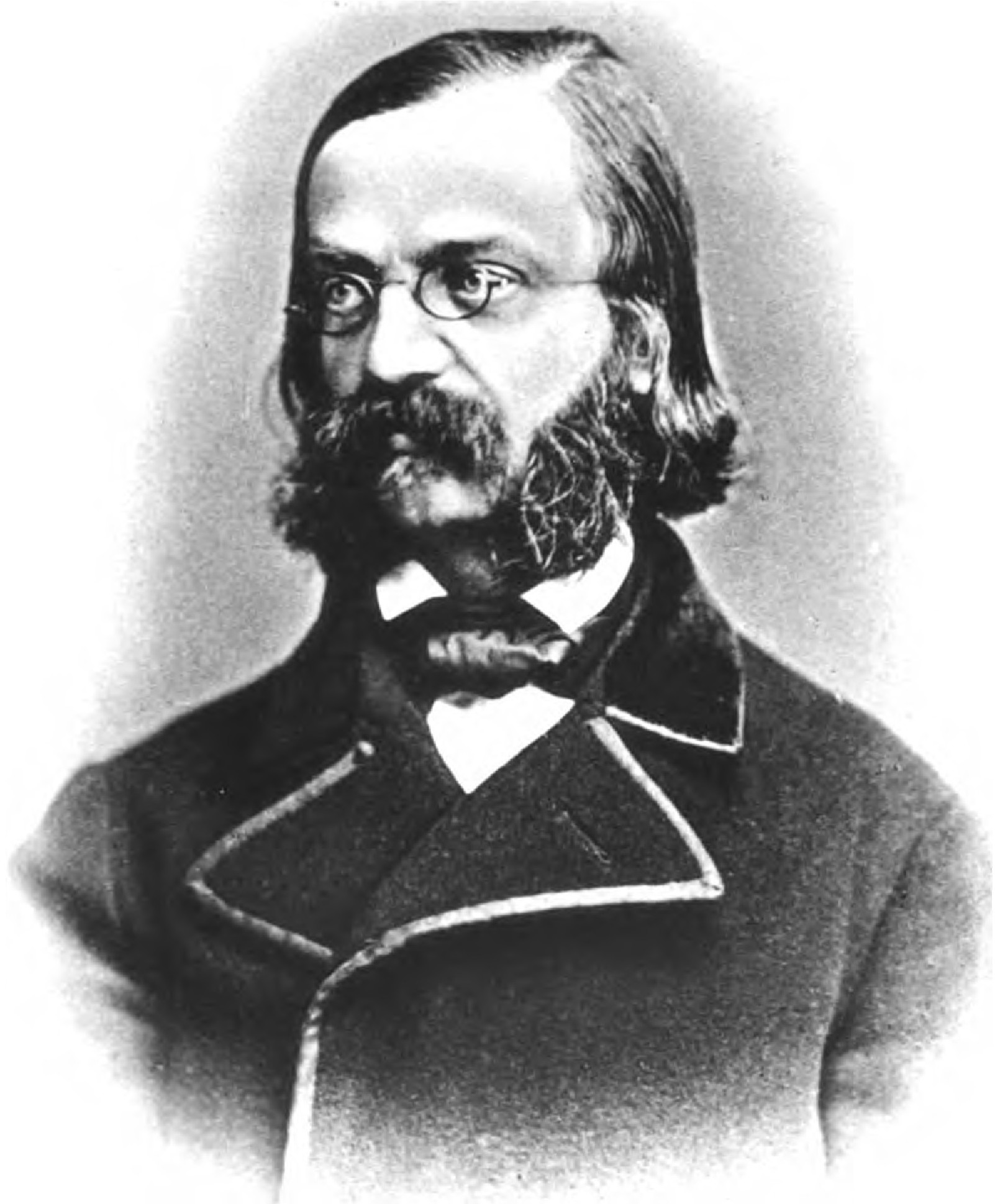
Reinhold Köhler

Reinhold Köhler (* 24. Juni 1830 in Weimar; † 15. August 1892 ebenda; auch Reinhold Koehler) war ein deutscher Literaturhistoriker und Bibliothekar. Köhler war der oberste Bibliothekar an der Großherzoglichen Bibliothek in Weimar.

## Leben
Köhler war der Sohn des Hofpredigers Ernst Friedrich Köhler (1788–1851); seine Mutter war eine Försterstochter aus der Nähe von Ilmenau. Nach seiner Schulzeit am Wilhelm-Ernst-Gymnasium Weimar besuchte er ab Ostern 1848 die Universität und studierte dreieinhalb Jahre in Jena, Leipzig und Bonn klassische Altertumswissenschaft.
1851 starb sein Vater und ließ die Witwe mit fünf Kindern in sehr beschränkten Verhältnissen zurück. Köhler blieb seitdem zu Hause, verdiente den Lebensunterhalt der Familie als Angestellter an der Bibliothek und erteilte Privatunterricht. Das Staatsexamen legte er im Mai 1852 in Berlin ab; seine Promotion auf Grund einer gelehrten mythologischen und quellengeschichtlichen Studie über die Dionysiaka des Nonnos von Panopolis erfolgte 1853 in Jena.
Köhler war seit 1856 Bibliothekar an der Herzoglichen Bibliothek in Weimar – erst neben Ludwig Preller, dann neben Adolf Schöll. 1881 wurde er deren Leiter. Nach fünf Jahren wurde er zum „Oberbibliothekar“ ernannt. Er trat dem Verein „Neuweimar“ bei und schloss mit Peter Cornelius Freundschaft. 1886 wurde er als ordentliches Mitglied in die Königlich Sächsische Gesellschaft der Wissenschaften aufgenommen.
Seine Beiträge reichten vom Mittelalter über Hans Sachs, dessen Prosadialoge er herausgab, bis zu den englischen Komödianten, zu den Klassikern und ins 19. Jahrhundert.
Er arbeitete am Grimmschen Wörterbuch mit und trug zahlreiche Bausteine zur englischen und zur romanischen Literaturgeschichte bei: Shakespeare und Dante, besonders in ihrem deutschen Nachleben, Chaucer und Boccaccio.
Köhler befasst e sich besonders viel mit den Märchen. Er schrieb aber ganz kurze Texte, Notizen und viele Anmerkungen. Er gab nur einmal einen abgerundeten Aufsatz heraus, nämlich gerade über Märchen: „Ueber die europäischen Volksmärchen“ 1865. Er schrieb Anmerkungen zu den Sizilianischen Märchen von Laura Gonzenbach (1870), später arbeitete er zusammen an den Anmerkungen zu den Märchen der Brüder Grimm von Johannes Bolte und Georg Polívka. Er verfasste auch Alte Bergmannslieder (1858) und Aufsätze über Märchen und Volkslieder (1894).
Am 11. Oktober 1890 stürzte er und brach sich den Oberschenkel. Nach langem Leiden starb er am 15. August 1892.

## Schriften
- Kleinere Schriften, gesammelt und herausgegeben von Johannes Bolte
  - I. Zur Märchenforschung, 1898, online
  - II. Zur erzählenden Dichtung des Mittelalters, 1900, Porträt, online
  - III. Zur neueren Literaturgeschichte, Volkskunde und Wortforschung, 1900, Porträt, online